# Tatooine

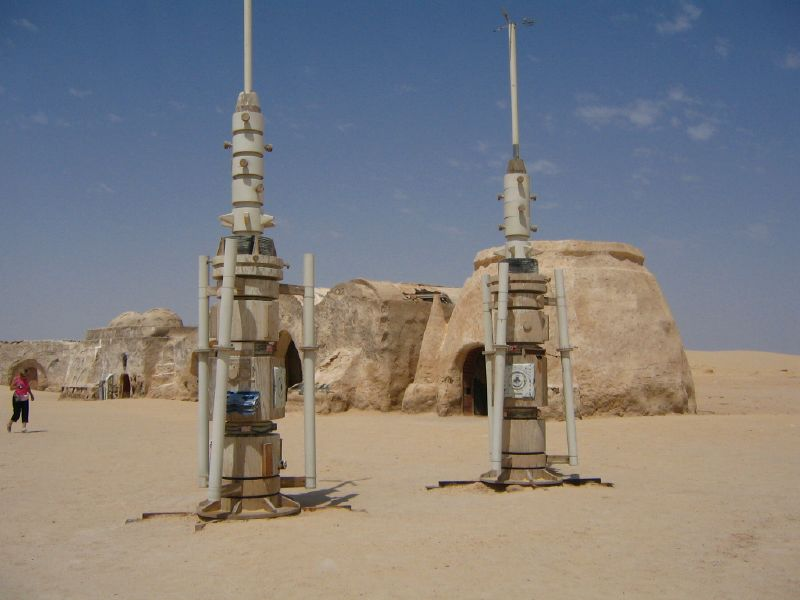
Dorp op Tatooine (filmset in Tunesië)

Tatooine is een afgelegen planeet uit de Star Wars-saga. Het is de planeet waar zowel Anakin Skywalker (hij werkt er als slaaf in de onderdelenwinkel van Watto) als zijn zoon Luke Skywalker opgroeien. Tevens is Tatooine een plaats waar veel belangrijke gebeurtenissen uit de Star Wars-saga plaatsvinden.
Het is ook een benaming voor een planetenstelsel met meer dan één ster.
De Hutts heersten over deze planeet totdat het Galactisch Keizerrijk de planeet innam. De Galactische Republiek had er geen autoriteit. Jabba de Hutt maakt zich al snel tot de belangrijkste gangsterbaas en heeft zowaar een heel paleis voor zijn criminele activiteiten. Hij runt ook de podraces. Bewoners van Tatooine zijn de nomadische Tusken Raiders en de schroothandelaars, genaamd de Jawa's.
De Oude Republiek en later het Galactisch Keizerrijk hadden in het begin erg weinig aandacht voor de planeet Tatooine. Ironisch genoeg zouden later op deze stoffige planeet veel belangrijke gebeurtenissen plaatsvinden. 
Tatooine ligt in de verre buitenrand, ver weg van de wetten van Coruscant, waar de regering zetelde. Zelfs machtige organisaties als de Trade Federation hadden niet veel interesse in de woestijnplaneet. Tatooine is arm en bezit maar weinig industrie. Toch herbergt Tatooine een mix van de hardwerkende inwoners die proberen ruimtereizigers aan te trekken voor illegale activiteiten, en de gokkers/reizigers, die zeer geïnteresseerd zijn in de Boonta Eve Podrace Race, waar de podracers strijden in een levensgevaarlijke race waarop veel wordt gegokt.

## Locaties
Het klimaat is zeer heet en het terrein is een en al woestijn, duinen en rotsen. De hoofdstad van Tatooine is Bestine. Andere belangrijke steden zijn ruimtehaven Mos Eisley en Mos Espa.

### Anchorhead
Anchorhead is een gehucht in de buurt van Mos Eisley waar Luke Skywalker opgroeide in een vochthoeve van Owen Lars en Beru Lars. De vele vochthoeves haalden vocht uit de lucht dat dan als drinkwater werd gebruikt of als irrigatiewater voor planten en kweek van voeding.

### Dune Sea
De Dune Sea (Duinzee) is een uitgestrekt gebied waardoor ze het eindeloos noemen. In het gebied is onder andere de Grote Put van Carkoon waar Jabba the Hutt Luke Skywalker wil voeren aan de sarlacc.

### Jundland Wastes
Dit is een uitgestrekt gebied bestaande uit steenwoestijn ook gekend als no man's land. De ruige steenwoestijn gaat over in de eindeloze Dune Sea (Duinzee). Deze plaats is onder andere het woongebied van de Krayt dragons en het jachtgebied van de Jawa's. In dit gebied woont Obi-Wan Kenobi tijdens het onderduiken. Het gebied wordt gevaarlijk gemaakt door de Tusken Raiders, zoals te zien is in The Phantom Menace en A New Hope.

### Mos Espa
Mos Espa is een havenstad op Tatooine die in de woestijn ontstond. Het stadsbeeld bestaat vooral uit koepelvormige gebouwen om de bewoners tegen de twee zonnen te beschermen. Daarnaast is er ook de Mos Espa Grand Arena waar de bewoners van ontspanning kunnen genieten. De stad is gekend voor het gokmilieu en vooral voor de zwarte handel die er gedreven wordt, daar de Galactische Republiek er geen invloed heeft. De komst van het Galactische Keizerrijk veranderde weinig. De criminelen waren niet meer de grote bazen, maar de criminele handel bleef.

### Mos Espa Grand Arena
Deze enorme Mos Espa Grand Arena kon de volledige bevolking van de stad Mos Espa huisvesten. Jaarlijks werden er de podrace-wedstrijden gehouden, waaronder de Boonta Eve Classic. Dit evenement trok vele toeschouwers uit de Outer Rim. Men kon er kleine schermen huren om de wedstrijden te volgen via de holocams of iets kopen van de vele leurders. Private observatieterrassen konden gehuurd worden. Onder anderen Watto en Jabba de Hutt hadden zo een privéterras waar ze vrienden en handelspartners uitnodigden.

### Paleis van Jabba the Hutt
Het Paleis van Jabba the Hutt is gelegen aan de rand van de Dune Sea. Men komt er via een stoffige weg doorheen een kloof. Voor men in het cilindervormige paleis kon wordt men ondervraagd door een oog-vormige bewaker. In het paleis treft men een troonzaal met danseressen en overwinningstrofeeën. Han Solo was in Star Wars: Episode VI: Return of the Jedi een van die trofeeën. In de troonzaal is ook een valluik waaronder een rancor de ongewenste gast kan opeten.

## Feiten
- Tatooine is de bouwplaats van de robot C-3PO. De protocoldroid is gebouwd door de jonge Anakin Skywalker om zijn moeder te helpen.
- Tatooine is de geboorteplaats van de Skywalker familie. Shmi Skywalker en haar zoon Anakin Skywalker wonen op Tatooine. Ook Anakins zoon Luke Skywalker groeit op de planeet op.
- Tatooine herbergt een boerderij waar de familie Lars woont. Cliegg Lars en zijn zoon Owen Lars leven daar. Owen krijgt een vriendin, Beru Whitesun Lars. Cliegg trouwt Shmi Skywalker. Owen en Beru nemen de boerderij van Cliegg over en adopteren Luke Skywalker.
- Tatooine is de planeet waar het eerste gevecht tussen een Sith en een Jedi plaatsvindt sinds een millennium. Jedi-meester Qui-Gon Jinn kruist er de degens met de Sith Lord Darth Maul.
- Na de uitroeiing van de Jedi gaat Obi-Wan Kenobi in ballingschap op Tatooine om over Luke te waken. Hij woont daar 19 jaar.
- Tatooine herbergt de beroemde Cantina waar Luke en Obi-Wan Kenobi Han Solo en Chewbacca ontmoeten.

De planeet is door Lucas vernoemd naar de Tunesische stad Tataouine, die in de buurt van de filmset lag.